# Rune Factory: A Fantasy Harvest Moon
Rune Factory: A Fantasy Harvest Moon (ルーンファクトリー -新牧場物語- Rūn Fakutorī -Shin Bokujō Monogatari-, "Rune Factory: A New Farm Story") là một trò chơi mô phỏng nhập vai do Neverland phát triển và Marvelous Interactive Inc., Natsume, Rising Star Games xuất bản cho máy chơi trò chơi điện tử cầm tay Nintendo DS.
Rune Factory là một trò chơi mô phỏng nông trại giả tưởng và cũng là phần phụ của loạt trò chơi điện tử Harvest Moon/Story of Seasons. Game phát hành nhân dịp kỷ niệm 10 năm của loạt. Trò chơi được Yoshifumi Hashimoto (nhà sản xuất lâu năm của loạt Harvest Moon/Story of Seasons) mô tả là "Vẫn là Harvest Moon, nơi bạn cầm thêm thanh kiếm."

## Cốt truyện
Trò chơi diễn ra tại Kardia, một thành phố nhỏ ở mũi phía đông của lục địa Adonia, bao quanh bởi đất nông nghiệp. Trò chơi mở ra với nhân vật chính là Raguna, đang lang thang đi vào thị trấn. Đói bụng và khát nước, anh gục ngã trước ngôi nhà của một chủ trang trại tên là Mist. Do Raguna mắc chứng mất trí nhớ nên anh không biết mình là ai hay đến từ đâu. Mist phát hiện ra anh ta và lấy thức ăn, nước uống cho anh ta, và vì anh không biết cả tên của mình, cả hai quyết định đặt tên cho anh ta là "Raguna" (có thể thay đổi sau đó trong trò chơi). Sau đó, Mist tặng cho Raguna một ngôi nhà trên mảnh đất của cô, nếu anh hứa sẽ làm việc trong trang trại. Raguna chấp nhận, và đây là lúc trò chơi bắt đầu.
Kể từ đó, trò chơi mở ra. Người chơi có thể làm việc trong trang trại, câu cá hoặc khám phá các hang động trong vùng hoang dã xung quanh Kardia. Người chơi có thể cầu hôn một số cô gái đủ điều kiện trong thị trấn, bắt quái vật và mở rộng nhà của người chơi. Tóm lại, người chơi có thể tự do làm những gì mình muốn, nhưng cốt truyện sẽ không tiến triển nếu không mở khóa các hang động mới và dọn sạch quái vật bằng cách đánh trùm cuối. Khi người chơi chiến đấu qua các hang động, anh sẽ từ từ mở ra bí ẩn về những con quái vật tấn công ngôi làng, và bắt đầu cố gắng lấy lại ký ức của mình về việc anh ta là ai và đến từ đâu.

## Lối chơi
Trò chơi vẫn giữ nguyên cơ chế như dòng game gốc của nó. Giống như hầu hết các trò chơi Harvest Moon/Story of Seasons, cứ sau 10 giây ngoài đời thực sẽ tương đương mười phút trôi qua trong thế giới của trò chơi. Ngoài ra, người chơi vẫn có thể trồng trọt và sử dụng nông cụ nhưng vẫn bị giảm sức chịu đựng. Tuy nhiên, việc cơ chế mua bán động vật đã được thay thế bằng việc đánh bại quái vật trong dungeon, sử dụng cơ chế chiến đấu tương tự như The Legend of Zelda trên SNES và GBA. Người chơi có thể kết bạn với quái vật và đổi lại, chúng giúp đỡ người chơi trong trận chiến hoặc cung cấp hàng hóa có thể bán được. Người chơi cũng có thể nâng cấp thiết bị nông trại để giúp cho việc đồng áng trong game dễ dàng hơn.

### Hit point
Giống như hầu hết các trò chơi Harvest Moon/Story of Seasons, nhân vật chính được cung cấp một lượng thể lực hạn chế. Vì Rune Factory cũng là một game đối kháng nên người chơi còn có có thêm thanh HP (hit point - điểm đánh) giới hạn, tương đương với mạng sống của mình. Nếu nhân vật mất hết HP khi làm công việc đồng áng, anh sẽ ngất xỉu, nhưng nếu anh mất toàn bộ HP khi chiến đấu trong hang động, Raguna sẽ gục ngã trong hang động và người chơi sẽ nhận được một "trò chơi kết thúc". Sau đó, người chơi sẽ được đưa trở lại nơi anh đã lưu trò chơi lần cuối. 

### Rune point
Phần thể hiện sức chịu đựng được hiển thị ở phía trên bên trái màn hình cảm ứng DS, trong một thanh màu xanh lam được gọi là "Rune Point" của Raguna. RP của Raguna rất cần thiết cho công việc đồng áng, vì sử dụng công cụ, chế tạo vũ khí/thuốc và nấu ăn đều làm giảm RP của anh ta. Nếu Raguna không có bất kỳ Rune Point nào, các công việc hàng ngày và chiến đấu sẽ giảm HP của anh ấy.  
RP và HP có thể hồi phục dễ dàng nhất bằng cách ngủ vào ban đêm. Nấu thức ăn cũng có thể khôi phục một chút HP/RP của Raguna, và đi đến nhà tắm địa phương do Melody điều hành sẽ khôi phục hoàn toàn tất cả HP/RP. 

### Hệ thống chiến đấu
Game sử dụng hệ thống trò chơi nhập vai hành động. Quái vật sẽ được triệu hồi từ thiết bị triệu hồi đặt trong hang động, trừ khi người chơi phá hủy thiết bị này  nếu không quái vật sẽ xuất hiện hồi vô hạn . Ngay cả khi thiết bị đã bị phá hủy một lần, nó sẽ hôi phục lại đi người chơi ra ngoài hang động và quay vào lại. Để vào phòng của con trùm sâu nhất, người chơi phải phá hủy tất cả các thiết bị trong hang trước đó. Nhân vật chính sử dụng vũ khí (hoặc thiết bị nông trại) để tiêu diệt hoặc thu phục quái vật. 

### Quái vật
Thay vì chăn nuôi gia súc gia cầm thông thường, quái vật giờ đây có thể được nuôi nhốt trong các túp lều của quái vật. Đầu tiên, người chơi phải xây dựng một nhà kho cho quái vật và sau đó vào rừng bắt quái vật. Người chơi sẽ phải nói chuyện với những con quái vật và yêu cầu chúng giúp thu hoạch hoặc tưới nước. Một số quái vật cũng tạo ra các sản phẩm phụ (sữa, trứng, v.v.). người chơi có thể đem theo quái vật để khám phá các hang động.

### Hẹn hò và kết hôn
Người chơi có thể hẹn hò/tán tỉnh các nhân vật khác không phải người chơi (NPC), lựa chọn thái độ của người chơi đối với nhân vật trong các lựa chọn hành động hoặc hộp thoại.
Nếu người chơi nói chuyện với các nhân vật nữ tiềm năng hoặc tặng quà, "mức độ yêu" của người chơi sẽ tăng lên, và người chơi có thể kết hôn nếu đáp ứng các điều kiện cho từng nhân vật sau khi người chơi đạt "mức độ yêu" cao nhất. Người chơi vẫn có thể tiếp tục chơi sau khi kết hôn và có con. Có tổng cộng 11 ứng cử viên độc thân để kết hôn.

## Tiếp nhận
Trò chơi nhận được những đánh giá "yêu thích" theo trang web tổng hợp đánh giá Metacritic. Tại Nhật Bản, Famitsu đánh giá game với những điểm số một tám, một chín, một bảy và một chín, với tổng số 33 trên 40.
Bozon của IGN nhấn mạnh "Harvest Moon tái sinh trên DS, và đây là một trong những phần hay nhất của loạt". Tháng 8 năm 2007, IGN đã trao cho game Giải thưởng do Ban biên tập và giải cho Trò chơi DS của tháng.
 

James Newton của Nintendo Life đánh giá trò chơi với 8/10 sao, nói rằng "đối với những người hâm mộ Harvest Moon và game nhập vai, đó sẽ là một trò chơi mà bạn mơ ước".